# Воинское кладбище № 10 (Воля-Цеклиньска)
Воинское кладбище № 10 — Воля-Цеклиньска (пол. Cmentarz wojenny nr 10 - Wola Cieklińska) — воинское кладбище, находящееся в окрестностях села Воля-Цеклиньска, Ясленский повят, Подкарпатское воеводство. Кладбище входит в группу Западногалицийских воинских захоронений времён Первой мировой войны. На кладбище похоронены военнослужащие Австро-Венгерской и Российской армий, погибшие во время Первой мировой войны в мае 1915 года.

## История
Кладбище было построено Департаментом воинских захоронений К. и К. военной комендатуры в Кракове в 1915 году по проекту австрийского архитектора Душана Юрковича. На кладбище площадью 340 квадратных метра находится 4 братских и 12 индивидуальных могил, в которых похоронены 77 австрийских и 64 русских солдат.

## Описание
Кладбище располагается на пересечении дорог Горлице — Новы-Жмигруд и Ясло — Фолюш. Первоначально кладбище имело площадь 340 квадратных метров и располагалось по обе стороны современной дороги Ясло-Фолюш. Сегодня площадь кладбища составляет 110 метров. На месте современного памятника, огороженного небольшой изгородью, стоял оригинальный памятник, не сохранившийся до нашего времени. В настоящее время на фундаменте оригинального памятника установлен небольшой памятник с надписью на польском языке:
| Żołnierzom/ poliegłym/ na polu chwały/ 1914—1918/ cześć ich pamięci | (Солдатам/ погибшим/ на поле славы/ 1914—1918/ честь их памяти) |

## Источник
- Oktawian Duda: Cmentarze I wojny światowej w Galicji Zachodniej. Warszawa: Ośrodek Ochrony Zabytkowego Krajobrazu, 1995. ISBN 83-85548-33-5.